# Гофман, Йозеф
Йозеф Гофман (нем. Josef Hoffmann; 1831—1904) — венский ландшафтный живописец, ученик Раля.

## Биография
Йозеф Гофман родился 22 июля 1831 года в городе Вене.

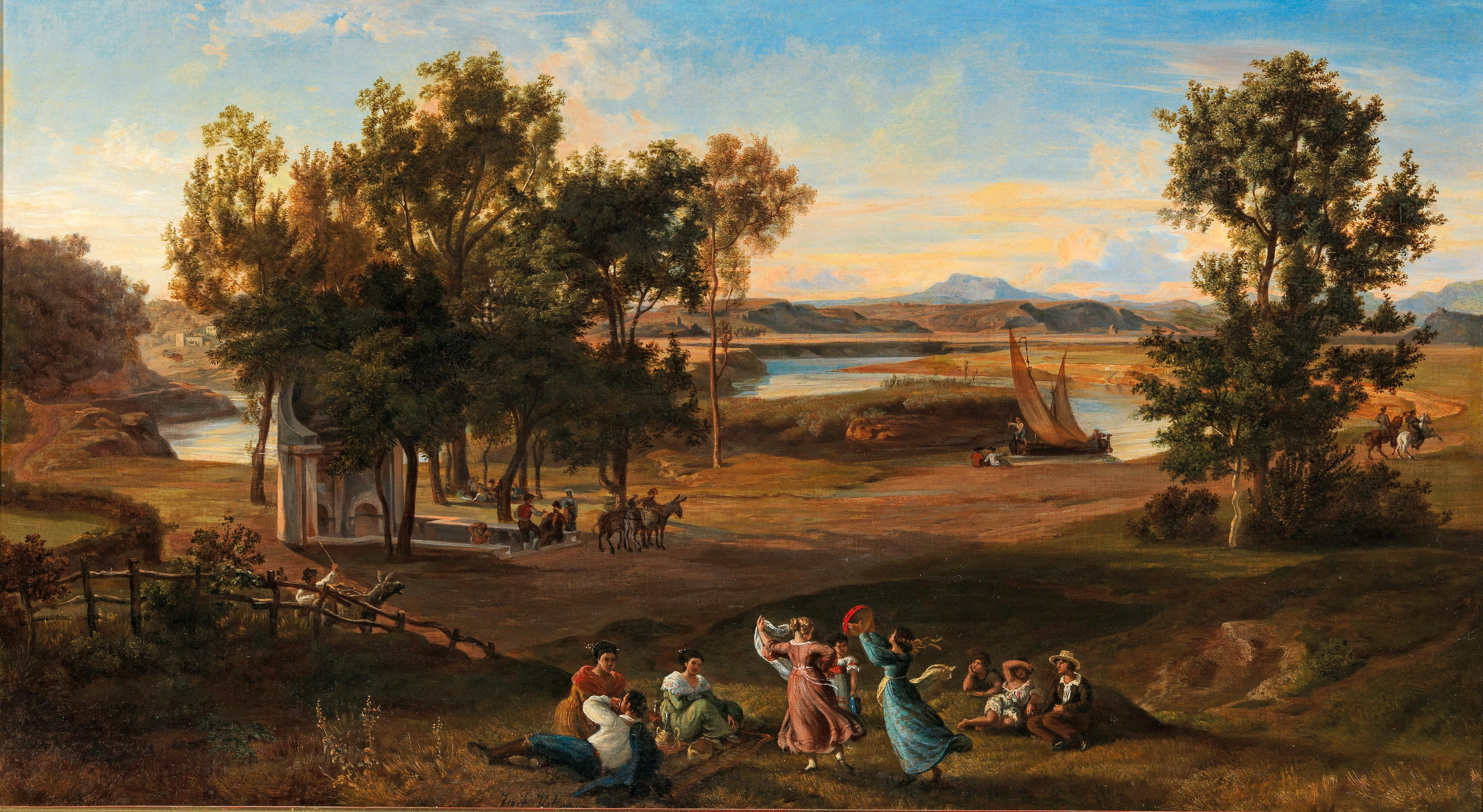

Первые уроки рисования получил уже в детстве, а затем учился у Карла Раля. Гофман неоднократно предпринимал поездки с художественною целью в разные страны; посетил славянские земли, Тироль, Штирию, Италию и Грецию; с 1858 по 1864 год работал в Риме.
Плодом этих путешествий был ряд написанных Йозефом Гофманом величественных идеализированных ландшафтов, например «Остатки святилища Афродиты на пути в Элевзис», «Афины времен Перикла», пять видов древних Афин (исполнен. для бар. Зины) и картина: «Минута смерти на Голгофе» (1882).
Кроме перечисленных произведений, ему принесли известность декорации, написанные для Венской оперы и для Вагнеровского театра в Байрейте.
Был женат на писательнице Нине Гофман (урождённая Matscheko; 1844-1914).
Йозеф Гофман умер 31 января 1904 года в родном городе.